# Protectorat de l'Alt Volta
El Protectorat de l'Alt Volta és el nom amb què es coneix el territori francès de l'Àfrica occidental que s'estenia principalment sobre els regnes Mossi i el país dels gourmantxes, si bé no portava formalment aquest nom (cada regne conservava el seu nom).
El primer a arribar al país mossi fou el capità Binger que va estar a Ouagoudou del 15 al 20 de juliol de 1887. No obstant el Mooog Naaba Wobgo (conegut com el Moro Naba), el principal rei mossi, va signar un tractat de quasi protectorat amb el britànic Ferguson, el 1894. Això va accelerar l'avanç francès que el 20 de gener de 1895 va signar el tractat de protectorat amb el sobirà (numbado) gourmantxe Bantchandé; el 18 de maig següent es signava un tractat de protectorat amb el maaba de Yatenga, un altre dels principals regnes mossis. L'1 de setembre de 1896 el capità Voulet va entrar a Ouagoudougou i el Moog Naaba Wobgo va fugir; pocs dies després, el 19 de setembre es va signar el tractat de protectorat amb Hamaria, sobirà de Gourounsi. El 20 de gener de 1897 es va signar el protectorat amb Sirgiri, que era el Moog Naaba de Ouagadougou successor de Wobgo. El 22 d'abril es va posar sota protectorat el rei Moktar Karantao de Ouahabou i l'11 de setembre Barkatou Ouattara de Lokhosso. Finalment el 25 de setembre els francesos van ocupar Bobo-Dioulasso.
Les fronteres amb els territoris britànics foren delimitades per tractat del 14 de juny de 1898, sent fixat el límit al paral·lel 11. Llavors el conjunt de territoris sota protectorat foren integrats (1899) en una administració militar com a 2n i 3r territori militar, excepte el país Gourmantxe que fou agregat a la colònia de Dahomey fins al 1907. El 1900 es van obrir les missions catòliques de Koupéla i Fada N'Gourma. El 18 d'octubre de 1904 els dos territoris militars foren integrats a la colònia de l'Alt Senegal i Níger, a la que també es va afegir Gourma el 1907.